# EnigmaticLIA4
enigmaticLIA4 là album phòng thu thứ năm mang phong cách Happy hardcore của nữ ca sĩ người Nhật Lia, do queens label thuộc Visual Art's sản xuất. Album mang mã số lô hàng QLCD-0021~2, phát hành trong sự kiện Comiket 79 diễn ra vào ngày 28 tháng 12 năm 2010. Nhạc phẩm gồm tổng cộng 20 track nhạc chia đều thành hai đĩa: đĩa đầu tiên là "Anthemical Keywords" và đĩa thứ hai là "Anthemnica L's core". Chiếm phần lớn ca khúc trong album là những bản remix hoặc ghép lời từ những nhạc phẩm của Key Sounds Label (một thương hiệu khác của Visual Art's), đối tác hiện nay của Lia; một số lấy từ những bộ anime như Công chúa Mononoke hay Gunslinger Girl. Khá nhiều nhạc sĩ đã tham gia thực hiện album, trong đó tiêu biểu nhất là Maeda Jun, Kikuta Hiroki, Fujibayashi Shoko và Hisaishi Joe.

## Danh sách track
| Đĩa 1            | Đĩa 1 | Đĩa 1            | Đĩa 1                      | Đĩa 1      |
| STT              | Nhan đề | Phổ nhạc         | Cải biên                   | Thời lượng |
| ---------------- | --- | ---------------- | -------------------------- | ---------- |
| 1.               | "My Soul, Your Beats! (Rasmus Faber Radio Edit)"                                                             | Maeda Jun        | Rasmus Faber               | 3:51       |
| 2.               | "Saya’s Song (ALR Remix)"                                                                                    | Maeda Jun        | Minoshima Masayoshi        | 6:22       |
| 3.               | "Last regrets Ayana & LIA duo ver. (Satsuki Ga Tenkomori’s "be vivid mix")" (Last regrets 彩菜&LIA duo ver.) | Maeda Jun        | Satsuki ga Tenkomori       | 5:31       |
| 4.               | "Toki wo Kizamu Uta (Clockwork Remix)" (時を刻む唄)                                                          | Maeda Jun        | sasakure.UK                | 4:51       |
| 5.               | "Natsukage ～Cornwall summer mix～ (far away mix)" (夏影)                                                    | Maeda Jun        | Minoru Kurihara (Nirgilis) | 7:41       |
| 6.               | "Chiisana Tenohira (Chouchou Remix)" (小さな手のひら)                                                        | Maeda Jun        | ChouChou                   | 4:52       |
| 7.               | "Life is like a Melody (tofubeats remix)"                                                                    | Maeda Jun        | Tofubeats                  | 6:37       |
| 8.               | "Little Busters! –Ecstacy Ver.- (Punk Dirty Channel Style)"                                                  | Maeda Jun        | Punk Dirty Channel         | 4:27       |
| 9.               | "Aozora (Caramel Pod Remix)" (青空)                                                                          | Maeda Jun        | Caramel Pod                | 6:16       |
| 10.              | "My Soul, Your Beats! (Piano X Baiorin Namaensou Remix)"                                                     | Maeda Jun        | TAMUSIC                    | 4:57       |
| Tổng thời lượng: | Tổng thời lượng:                                                                                             | Tổng thời lượng: | Tổng thời lượng:           | 55:25      |

| Đĩa 2            | Đĩa 2                                                                      | Đĩa 2             | Đĩa 2                        | Đĩa 2      |
| STT              | Nhan đề                                                                    | Phổ nhạc          | Cải biên                     | Thời lượng |
| ---------------- | -------------------------------------------------------------------------- | ----------------- | ---------------------------- | ---------- |
| 1.               | "Iedomo ~kizunairo~ Sora (kors k vs REDALiCE Remix)" (絆~kizunairo~色)     | Ruka              | kors k vs REDALiCE           | 5:54       |
| 2.               | "I miss you (DJ SHARPNEL Remix)"                                           | Yuuichi Yagi      | DJ Sharpnel                  | 4:35       |
| 3.               | "Mononoke-hime (DJ Shimamura Remix)" (もののけ姫)                          | Hisaishi Joe      | DJ Shimamura                 | 5:08       |
| 4.               | "Kokoro ni Todoku Uta (Betwixt & Between vs P*LIGHT Remix)" (心に届く詩)   | Kikuta Hiroki     | Betwixt & Between và P*LIGHT | 6:34       |
| 5.               | "Ashita Tenki ni Naare (DJ Nanashi -HandzUp! Remix)" (あした天気になぁれ)  | Fujibayashi Shoko | DJ Nanashi                   | 5:41       |
| 6.               | "Negai ga Kanau Basho (JAKAZiD’s Nu Hardcore Breaks Mix)" (願いが叶う場所) | Maeda Jun         | JAKAZiD                      | 6:48       |
| 7.               | "doll (Rock’n’ Doll Story)"                                                | Maeda Jun         | Sumijun (Halozy)             | 5:09       |
| 8.               | "Light colors (Ontaimu Remix)"                                             | Orito Shinji      | MUZIK SERVANT và Amane       | 5:42       |
| 9.               | "Yume no Owari (Original Remix)" (ユメノオワリ)                            |                   | DJ Shimamura                 | 5:09       |
| 10.              | "My Soul, Your Beats! (TANUKI Remix)"                                      | Maeda Jun         | TANUKI                       | 5:46       |
| Tổng thời lượng: | Tổng thời lượng:                                                           | Tổng thời lượng:  | Tổng thời lượng:             | 56:26      |